# Sorbische Literatur
Sorbische Literatur (sorbisch Serbska literatura) bezeichnet die literarischen Werke der Sorben in Vergangenheit und Gegenwart, die auf Sorbisch verfasst wurden.

## Geschichte

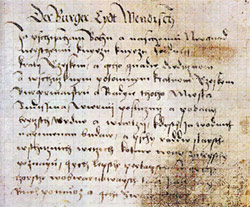
Bautzener Bürgereid

### Erste Texte und mündliche Überlieferung
Der älteste erhaltene sorbische Text ist der Bautzener Bürgereid aus dem Jahr 1532, ein Huldigungseid in obersorbischer Sprache. Eine sorbische Literatur entstand erst im Zusammenhang mit der Reformation, die zu ihrer Ausbreitung auf die sorbische Volkssprache angewiesen blieb. Bis ins 19. Jahrhundert beschränkte sich die niedergeschriebene und gedruckte sorbische Literatur fast ausschließlich auf religiöse und wirtschaftliche Inhalte. Mikławš Jakubica übertrug 1548 das Neue Testament handschriftlich ins Niedersorbische. Das erste gedruckte Werk ist im Niedersorbischen Martin Luthers Gesangbuch in der Übersetzung Albin Mollers (1574), im Obersorbischen Luthers Kleiner Katechismus (1597). Ende des 16. Jahrhunderts folgte die Katechismusübersetzung des Obersorben Wenceslaus Warichius, zu Beginn des 17. Jahrhunderts erschien der niedersorbische Katechismus des Andreas Tharaeus. Der Dreißigjährige Krieg brachte eine Unterbrechung, erst danach folgte die Übersetzung des Neuen Testaments durch Michał Frencel.
Im Zeitalter des Barock regte sich erstmals ein philologisches Interesse an der sorbischen Sprache, das sich in den umfangreichen grammatikalisch-lexikalischen Werken des Niedersorben Johannes Choinan sowie der Obersorben Jurij Hawštyn Swětlik und Xaver Jakub Ticin niederschlug.
Daneben wurde aber die mündliche Überlieferung sorbischer Lieder, Märchen und Sagen gepflegt, die auch in die deutschsprachige Literatur eingingen. So griffen etwa Jurij Brězan (1968, 1976, 1993) und Otfried Preußler (1971) den Stoff der sorbischen Krabatsage auf.

### Die moderne sorbische Literatur

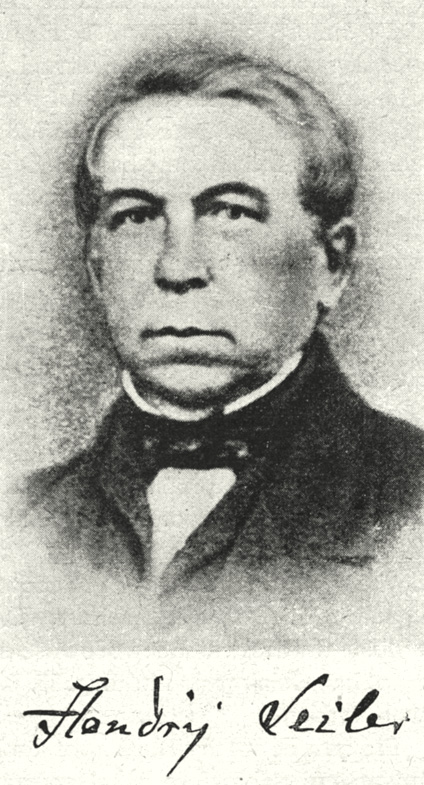
Handrij Zejler, Begründer der modernen sorbischen Literatur

Mit der Entwicklung des Nationalgefühls im 19. Jahrhundert erhob sich auch eine eigenständige moderne sorbische Literatur, als deren Begründer der Obersorbe Handrij Zejler (1804–1872) gilt. Jan Arnošt Smoler (1816–1884) und Jan Pětr Jordan (1818–1891) leisteten mit ihren philologischen Arbeiten, der Sammlung sorbischer Volkslieder und ihrer journalistischen Tätigkeit wichtige Beiträge zur aufblühenden Slavistik.
Zu den Klassikern dieser Periode werden auch Jakub Bart-Ćišinski (1856–1909) und die niedersorbische Dichterin Mina Witkojc (1893–1975) gezählt. In der zweiten Hälfte des 19. Jahrhunderts setzte auch eine rege wissenschaftliche und kulturpolitische Tätigkeit ein, die vor allem vom Verein Maćica Serbska ausging, den Zejler 1847 in Bautzen zur Herausgabe sorbischer Werke gründete. Der Philologe Michał Hórnik (1833–1894) gründete die katholische Zeitung Katolski Posoł und wirkte bei der Vereinheitlichung der obersorbischen Schriftsprache. Křesćan Bohuwěr Pful (1825–1889) reformierte die Rechtschreibung und schuf damit die Grundlagen für die moderne sorbische Schriftsprache. Hendrich Jordan war Wegbereiter der 1880 in Cottbus gegründeten niedersorbischen Abteilung der Maćica Serbska. Die von Jan Arnošt Smoler 1851 in Bautzen begründete und ab 1877 von Marko Smoler geführte Smoler’sche Verlagsbuchhandlung erleichterte es, das Vorhandensein sorbischer Literatur sichtbar werden zu lassen, unter anderem durch ihre verlegerische Tätigkeit.
Der Philologe Arnošt Muka (1854–1932) gründete 1882 die Zeitschrift Łužica, die zum bedeutendsten Publikationsorgan der sorbischen Literatur wurde. Nur allmählich löste sich diese aus dem national-folkloristischen Bereich, so mit der Erlebnislyrik von Jakub Bart-Ćišinski und Jan Skala (1889–1945), der erstmals soziale Motive aufgriff. In der Prosa dominierten weiterhin volkstümliche Dorfgeschichten und Abwandlungen historisch-romantischer Stoffe, so bei Jakub Lorenc-Zalěski (1874–1939) und Marja Kubašec (1890–1976). Eine Ausnahme bilden lediglich die humorvoll-realistischen Reiseberichte von Měrćin Nowak-Njechorński (1900–1990). Die dramatischen Erzeugnisse waren fast ausschließlich für Laienbühnen gedacht.
Während der Zeit des Nationalsozialismus wurde die sorbische Sprache und Kultur unterdrückt, schriftliche Äußerungen ab 1937 gar verboten. Schriftsteller wie Marjana Domaškojc dichteten illegale Lyrik und ließen die demokratische sorbische Literatur weiterleben. Zu Zeiten der DDR wurde die sorbische Literatur wieder stark gefördert, jedoch vor allem im Sinne des „Aufbaus des Sozialismus“. Ab den 1970er Jahren gab es Modernisierungstendenzen in der 1950 begründeten literarischen Monatszeitschrift Rozhlad, seit der Wende hat sich ihr Spektrum nochmals vergrößert. Der inzwischen privatisierte und von der Domowina unabhängige Domowina-Verlag hat 1991 in Bautzen eine eigene Buchhandlung eröffnet und Smoler’sche Verlagsbuchhandlung genannt. Mit dem geschichtlichen Namen ist ein Bezug zur Sichtbarmachung der gesamten sorbischen Literatur gegeben.
Vertreter der sorbischen Gegenwartsliteratur sind etwa Jurij Brězan, Kito Lorenc, Jurij Koch, Angela Stachowa, Róža Domašcyna, Jan Cyž, Marja Krawcec und Marja Młynkowa.

## Auswahl sorbischer Literatur
- Kito Lorenc (Hg.): Serbska čitanka / Sorbisches Lesebuch. Aus dem Sorbischen, Tschechischen und Lateinischen übertragen von Kito Lorenc u. a. Reclam, Leipzig 1981. (Reclams Universal-Bibliothek 602)
- Jakub Bart-Ćišinski: Moje serbske wuznaće. Domowina-Verlag, Bautzen 1992, in sorbischer Sprache, ISBN 3-7420-0944-3
- Jurij Brězan: Krabat oder Die Bewahrung der Welt. Domowina-Verlag, Bautzen 1995, ISBN 978-3-7420-1600-3 (Brězans dritter Krabat-Roman)
- Róža Domašcyna: Selbstredend, selbzweit, selbdritt: Gedichte, Texte. (Zeichn.: Birgit Schöne), Janus Wolf Press, Berlin 1998, ISBN 3-928942-55-7
- Mina Witkojc: Echo aus dem Spreewald: Gedichte. Aus dem Niedersorbischen von Elke Nagel. (Hrsg.: Christiane Piniek), Domowina-Verlag, Bautzen 2001, ISBN 3-7420-1857-4
- Handrij Zejler: Der betresste Esel, Sorbische Fabeln. Domowina-Verlag, Bautzen 2004, ISBN 3-7420-1964-3
- Jurij Brězan: Der Gymnasiast. Wiederauflage, Verlag Neues Leben, Berlin 2006, ISBN 978-3-355-01714-5

## Anhang